# Шарл Никол
 Шарл Жул Анри Никол (на френски: Charles Jules Henri Nicolle) е френски бактериолог.

## Научна дейност
Шарл Никол създава ваксина срещу малтийска треска и открива, че петнистият тиф се разпространява чрез въшки. За това си откритие получава Нобелова награда за физиология или медицина през 1928 г.